# Ophir (Nova Zelândia)

Ophir é uma pequena cidade em Otago Central, Nova Zelândia, localizado entre Alexandra e Ranfurly ao lado do Rio de Manuherikia. Originalmente conhecido como Negros. Quando foi descoberto ouro em Otago Central em 1863, a população da cidade cresceu a mais de 1000 e se tornou o centro comercial e social do distrito; Neste momento foi mencionado o nome Ophir que que foi onde o Rei Salomão obteve o ouro para envoltura o Grande Templo de Jerusalém, e é assim o nome de lugar do Rei legendário " As Minas de Ouro do Rei Salomão ".  
Hoje, com uma população atual de apenas 50, a cidade é conhecida pelos muitos edifícios originais que ainda sobrevivem, inclusive o Posto restabelecido e Escritório de Telégrafo construidos em 1886, o Palácio de justiça em 1895, e a delegacia de polícia em 1870.  
A mais baixa temperatura oficial de Nova Zelândia de -21.6 °C (-6.9 °F)
foi registrado em Ophir, em 3 de julho de 1995.